# Grete Sonnemann
Grete Sonnemann (* 12. November 1903 in Berlin-Wedding; † 22. Februar 1990 in Berlin), geborene Fräntzel, war eine deutsche Politikerin (SPD).

## Leben
Grete Fräntzel war eine Tochter eines Schuhmachers, der auch bereits Sozialdemokrat war. Sie besuchte eine Volksschule. Nach dem Abschluss einer kaufmännischen Handelsschule arbeitete sie mit Unterbrechungen als kaufmännische Angestellte. 1919 wurde sie Mitglied des Kommunistischen Jugendverbands Deutschlands (KJVD) und wechselte 1922 zur Sozialistischen Arbeiter-Jugend (SAJ). Im folgenden Jahr trat sie auch der SPD bei. 1928 heiratete Grete Sonnemann. Nach der „Machtergreifung“ der Nationalsozialisten 1933 war sie illegal aktiv. Nachdem ihr Bruder Max Fräntzel 1939 in Prag verhaftet worden war, besuchte sie ihn regelmäßig im Zuchthaus Brandenburg.
Nach dem Zweiten Weltkrieg war Grete Sonnemann wieder aktiv und wurde 1946 Mitbegründerin der Arbeiterwohlfahrt (AWO). Im folgenden Jahr wurde sie auch Mitbegründerin des Arbeitskreises Neue Erziehung (ANE), deren Geschäftsstellenleiterin sie von 1951 bis 1970 war. Bei der Berliner Wahl 1950 wurde sie in die Bezirksverordnetenversammlung im Bezirk Reinickendorf gewählt. Bei der Wahl 1958 wurde Sonnemann in das Abgeordnetenhaus von Berlin gewählt, dem sie bis 1967 angehörte.
Ihre Nichte war die spätere Senatorin Ilse Reichel-Koß (1925–1993).

## Ehrungen

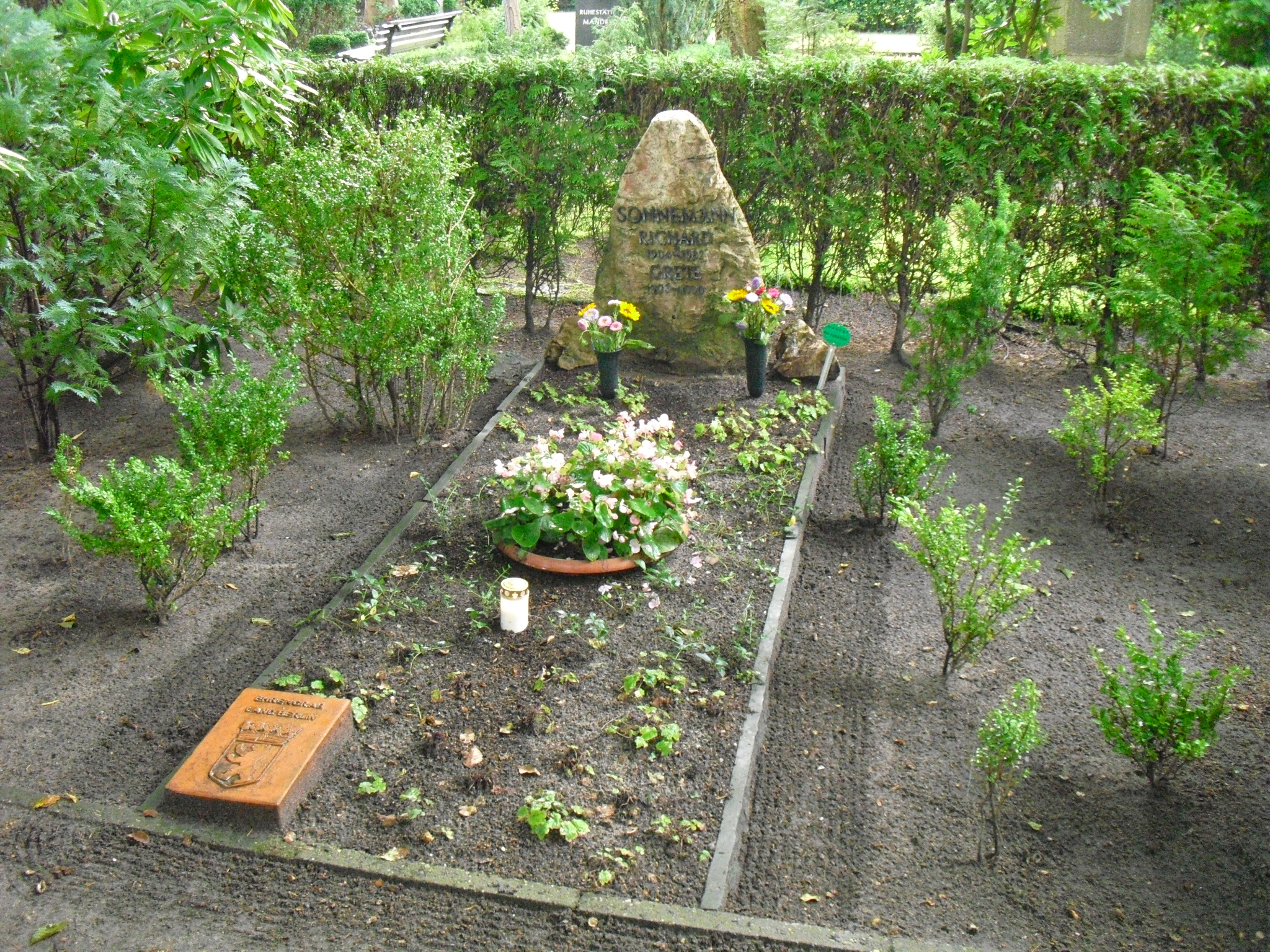
Ehrengrab auf dem Friedhof Tegel

1973 wurde Sonnemann als Stadtälteste von Berlin geehrt, die Laudatio hielt der Regierende Bürgermeister Klaus Schütz. 1978 wurde sie mit der Ernst-Reuter-Plakette geehrt. Nach ihrem Tod erhielt sie ein Ehrengrab der Stadt Berlin auf dem Friedhof Tegel „Am Nordgraben“.